# Téléphérique de l'Olympique
Ne doit pas être confondu avec Télécabine de l'Olympe.
Le téléphérique de l'olympique est une remontée mécanique de type téléphérique 3S situé à Val-d'Isère en Savoie. Ce téléphérique permet de relier le pied de la station au rocher de Bellevarde et constitue une des remontées les plus importantes de l'Espace Killy (grand domaine skiable formé par les stations de Tignes et de Val d'Isère). Inauguré en 2002, il s'agit du deuxième téléphérique 3S de l'histoire à avoir été construit. Le nom "Olympique" fait référence aux Jeux olympiques d'hiver de 1992 dont les épreuves de ski alpin eurent lieu sur la face de Bellevarde que le téléphérique dessert,,,.

## Historique

### L'ancien téléphérique de Bellevarde
Les sports d’hiver à Val d’Isère commencèrent à se développer au début des années 1930 et la station reçue sa première remontée mécanique avec l’inauguration du Téléphérique de Solaise en 1942. À la fin des années 1940, la Société des Téléphériques de Val d’Isère (STVI) prit l’initiative d’agrandir la station en décidant de construire un autre téléphérique permettant d’accéder au Rocher de Bellevarde situé au sud de la ville. Les pentes depuis le sommet permettraient à la fois de skier sur des pistes de niveau difficile en empruntant la Face de Bellevarde pour redescendre directement sur Val d’Isère mais aussi de skier sur des pistes de niveau facile en passant par le versant sud pour redescendre progressivement sur le hameau de la Daille. Le chantier de l’installation débuta le 2 avril 1951. Malgré le relief escarpé, les travaux prirent fin en un temps record pour se terminer le 29 décembre 1951 et le téléphérique fut inauguré le 4 janvier de l’année suivante.

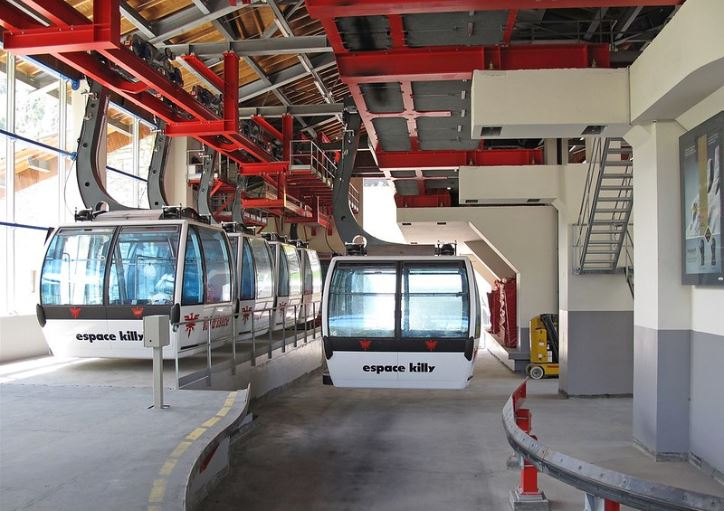
Cabines en gare aval.

Le Téléphérique de Bellevarde était un téléphérique à va-et-vient constitué de deux cabines pouvant accueillir 32 personnes La ligne présentait une longueur de plus de 2 km et une dénivelée de plus de 900 mètres, les câbles étaient soutenus par 2 pylônes, cette dernière était particulièrement raide avec une pente maximale atteignant les 77%. La gare aval située à 1850 mètres d’altitude avait la particularité d’être intégrée à celle du Téléphérique de Solaise formant un seul et même bâtiment appelé « Gare des téléphériques », c’est dans cette gare que se trouvait la motorisation de la remontée. La gare amont était située légèrement en contrebas du sommet à 2775 mètres d’altitude, elle abritait les contrepoids de l’installation.

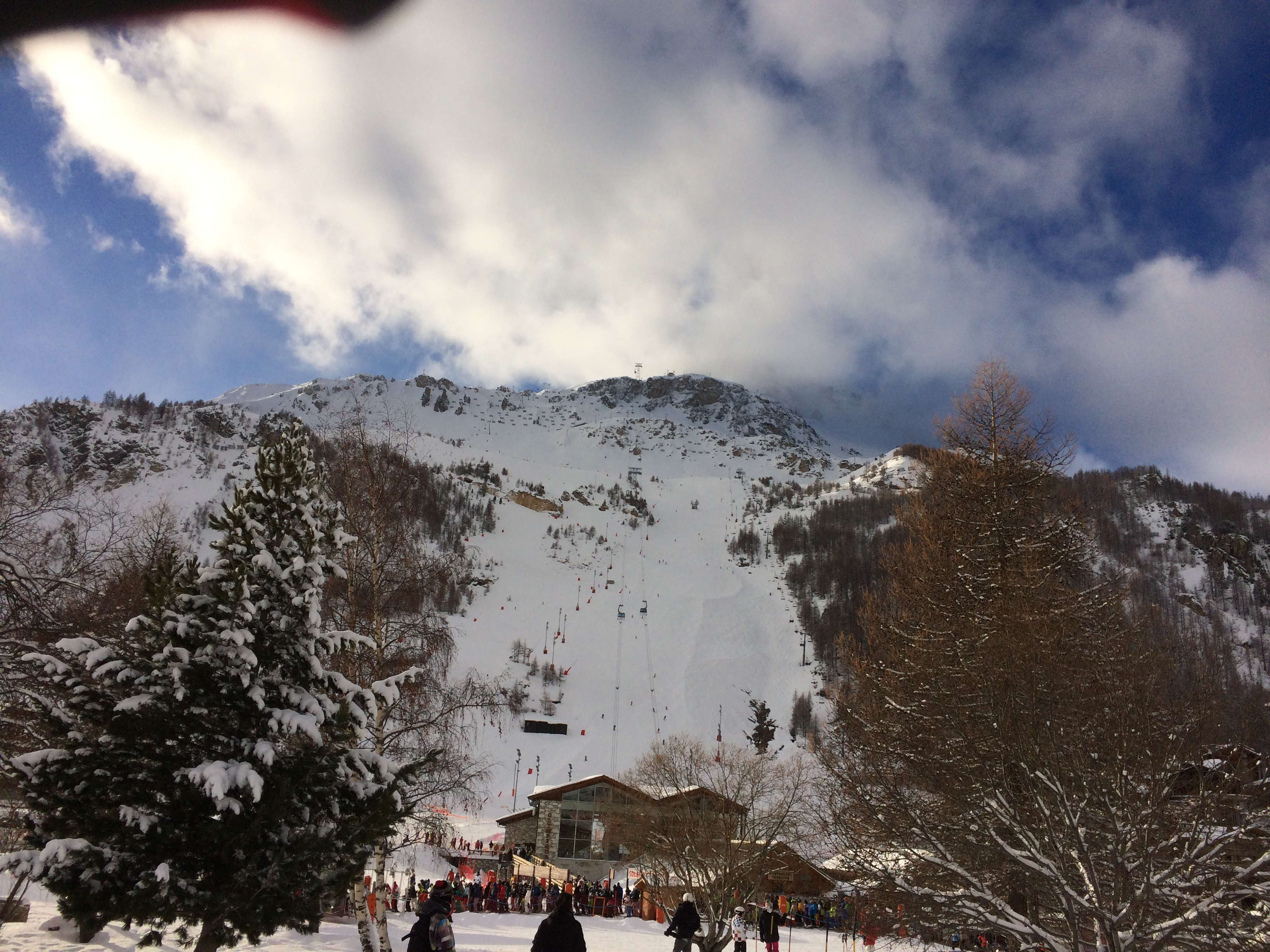
Piste de la Face de Bellevarde survolée par le téléphérique.

Les cabines d’origine furent remplacées à la fin des années 1960 par des cabines pouvant accueillir 50 personnes. Un troisième pylône est ajouté entre les deux autres déjà existants ce qui permet de réduire la longue portée et de mieux supporter le poids des cabines. De plus, la vitesse d’exploitation fut augmentée et le débit passa ainsi à 600 personnes par heure (contre 360 à l'origine). Puis en 1975, une chaîne de deux télésièges à 2 places nommés « Télésiège du Santel » et « Télésiège des Loyes » fut installée dans le but de doubler et d’offrir une alternative à la ligne du téléphérique.
Le Téléphérique de Bellevarde servit également pour le transport des athlètes lors  des Jeux olympiques d’hiver de 1992. C’est sur la Face de Bellevarde, principale piste desservie par le téléphérique, que se déroulèrent les épreuves masculines de ski alpin. Pour l’occasion, le télésiège du Santel et le télésiège des Loyes furent remplacés par deux nouveaux télésièges débrayables 4 places : le Télésiège Bellevarde Express ouvert en 1989 et le Télésiège Loyes Express ouvert en 1991.

### Le nouveau téléphérique 3S
C’est au cours de l’année 2000 que l’exploitant de la station prit l’initiative de remplacer le téléphérique à va-et-vient par une remontée mécanique plus performante. Ce dernier était vieillissant et son débit était désormais trop faible compte tenu de l’axe important desservi. Deux types de remontée furent proposés pour le remplacement, le Funitel et le Téléphérique 3S. Ces installations présentent les avantages d’avoir une grande capacité, d’être très résistante face au vent et de limiter le nombre de pylône au sol. Le choix se porta finalement sur le téléphérique 3S en raison d’un coût et d’une consommation en énergie jugés moins importants. Cependant cette technologie était encore nouvelle et peu maîtrisée pour l’époque. Le seul appareil de ce type à avoir été construit auparavant fut l’Alpin Express de Saas-Fee inauguré en 1991.
Le chantier du nouveau téléphérique débuta en juin 2001. Ce dernier reprend ainsi le tracé de l’ancien téléphérique à l’exception que sa gare amont sera implantée juste de l’autre côté de la crête 86 mètres plus bas que l’ancienne gare dans le but d’être située à proximité de la gare du Funival. La construction des pylônes se révéla compliqué à cause du relief abrupt de la Face de Bellevarde. Le Téléphérique de l'Olympique est finalement mis en service le 6 décembre 2002. Le coût total de l'installation s'élève à 15 millions d'euros. 

## Description

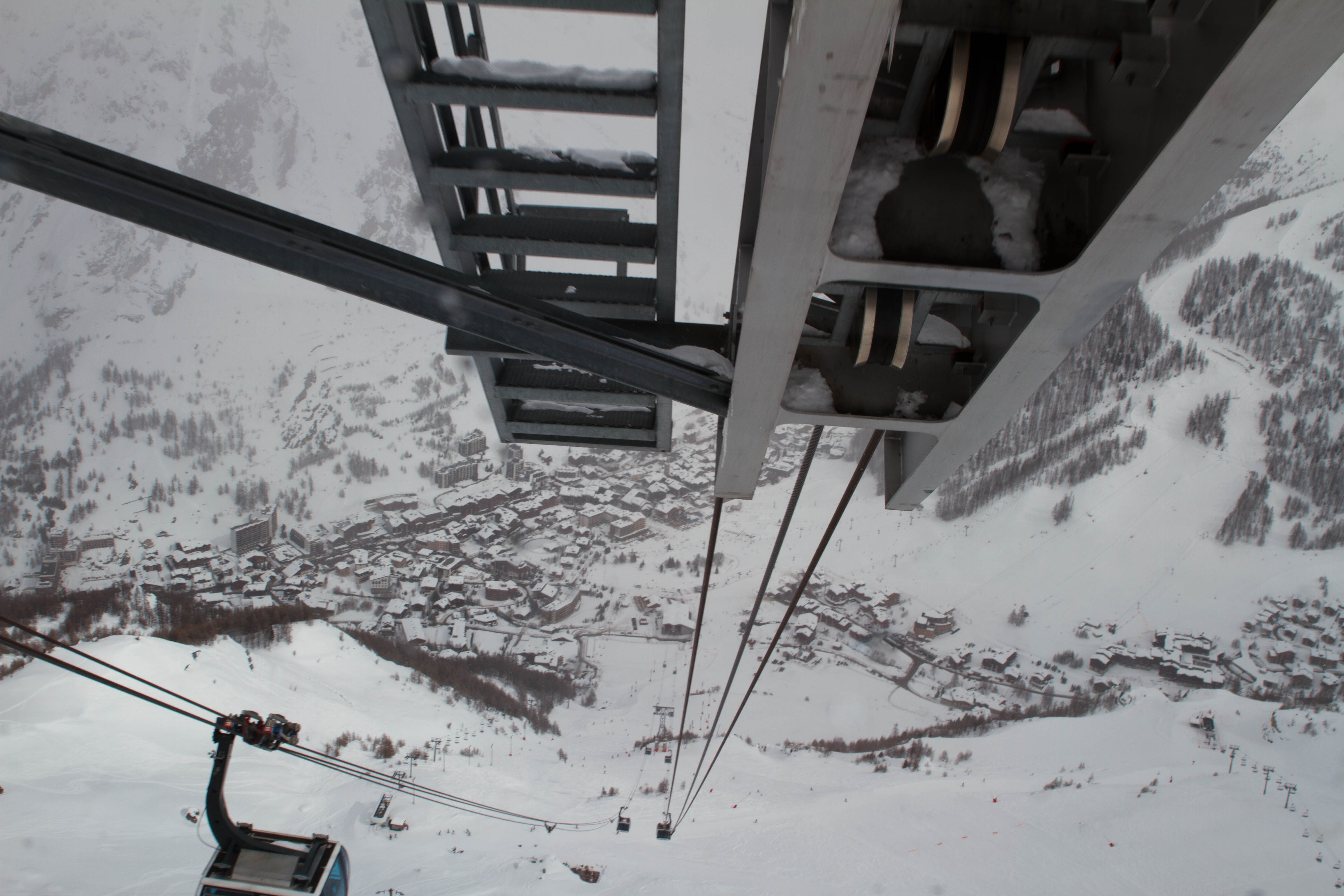
Vue sur la ligne avec Val d'Isère au fond depuis le pylône sur la crête.

Le Téléphérique de l’Olympique fait partie des remontées les plus fréquentées de l’Espace Killy. En effet, ce dernier est le moyen le plus rapide pour accéder à Tignes depuis Val-d'Isère. Le téléphérique dessert une multitude de pistes. Pour redescendre sur Val d'Isère, la plus célèbre est la noire "Face de Bellevarde" mais on peut également emprunter la piste rouge "Santons". Pour partir en direction de Tignes ou descendre sur le hameau de la Daille, on peut emprunter les pistes "Orange", "Coupe du monde", "Diebold" et "Verte". La remontée est en service également en été pour la desserte des chemins de randonnée et des pistes de VTT. 
Le Téléphérique de l’Olympique est de type 3S (provenant de l'allemand 3 Seile qui signifie « 3 câbles »), c’est-à-dire qu’une dizaine de cabines sont réparties tout au long de la ligne tirées par un câble tracteur et soutenues par deux câbles porteurs. L’emploi de la technologie débrayable permet à l’installation de continuer à tourner lorsque les cabines sont en gares ce qui permet d’offrir un débit très élevé de 2600 personnes par heure, une amélioration très importante en comparant avec celui de l'ancien téléphérique qui n'était seulement de 600 personnes par heure. Le téléphérique possède au total 24 cabines dont 18 installées en lignes lors du fonctionnement avec un départ toutes les 40 secondes et un espacement entre elles d'environ 200 mètres. Les cabines présentent une masse à vide de 2950 kg et une charge maximale de 5350 kg, elles disposent de 30 places dont 24 assises. Sa vitesse moyenne de 7,5 m/s permet de faire monter les passagers en à peine 5 minutes.
La ligne est longue de 2148 mètres et présente une dénivelée de 853 mètres avec une pente moyenne de 44 %. Elle est soutenue par trois pylônes dont l’un permet le franchissement de la crête. La gare aval est située au pied de la station à 1836 mètres d’altitude. Son emplacement est à proximité de l’autre importante remontée de Val-D’isère : la Télécabine de Solaise inaugurée en 2016. La gare amont est située à 2689 mètres d’altitude en contrebas du sommet du Rocher de Bellevarde. La gare abrite la motorisation du téléphérique, son emplacement est juste à côté des gares amont du Funival et des télésièges débrayables "Marmottes", "Loyes" et "Fontaine froide".

## Exploitation[5]
Le téléphérique de l'Olympique est exploité par la Société des Téléphériques de Val d'Isère (STVI), filiale de la Compagnie des Alpes (CDA), chargée de l'exploitation des remontées mécaniques sur le domaine skiable de Val d'Isère, de la prise en charge des investissements et du fonctionnement des canons à neige.